# Hard Candy (film)
Hard Candy is een Amerikaanse thriller uit 2005 onder regie van David Slade. De lowbudgetfilm won onder meer prijzen voor beste film en beste screenplay op het filmfestival van Catalonië. De twee hoofdpersonages vertolken in principe de enige twee volwaardige rollen in Hard Candy.

## Verhaal
Het veertienjarige meisje Hayley Stark (Ellen Page) ontmoet de volwassen man Jeff Kohlver (Patrick Wilson) in een koffiehuis, nadat ze op internet wat met elkaar hebben gechat. Ze hebben een gesprek over eten, muziek en literatuur. Jeff denkt dat Hayley een fan van medische boeken is, als hij er een ziet in haar tas. Als ze over de band Goldfrapp praten, vraagt Jeff haar mee naar zijn huis, waar hij muziek van de band zegt te hebben.
Bij Jeff thuis luistert Hayley naar muziek, terwijl Jeff drinken voor haar inschenkt. Hayley zegt het niet op te drinken omdat ze geleerd heeft nooit drank aan te nemen van vreemden. Vervolgens maakt ze zelf voor beiden een glas met alcohol klaar.
Aangezien Jeff een fotograaf is, stelt Hayley voor zich te laten fotograferen. Als hij zijn fotocamera pakt, begint hij zich duizelig te voelen. Wanneer hij Hayley fotografeert valt hij flauw.
Jeff ontwaakt een tijd later en is dan vastgebonden. Terwijl Hayley zijn huis aan het doorzoeken is, wordt hij bang. Hayley zegt uit te zijn op wraak voor wat hij volgens haar het meisje Donna Mauer heeft aangedaan. Terwijl ze het huis doorzoekt, vindt ze onder andere een pistool en een stapel oude brieven.
Als ze een geheime kluis vindt, treft ze een oude foto aan van een ooit ontvoerd meisje en een paar onduidelijke foto's die op kinderpornografie zouden kunnen duiden. Hayley gaat steeds verder met haar sadistische acties en leest Jeffs e-mails. Dan pakt ze haar medische spullen. Ze zegt tegen hem dat hij gecastreerd zal worden. Ze heeft een zak met ijs dusdanig lang op zijn geslachtsdeel gelegd dat hij volgens haar verdoofd is en niets zal voelen. Terwijl ze de 'operatie' uitvoert, is Jeff in paniek en ziet hij overal bloed. Na afloop blijkt Haley alles in scène te hebben gezet. Ze heeft hem niet aangeraakt. Het bloed en de getoonde 'afgesneden testikel' waren nep.
Hayley zegt tegen Jeff dat ze een douche gaat nemen. Jeff wurmt zich los en pakt Hayleys achtergelaten scalpel. Hij rent de badkamer in en doet het douchegordijn open, maar treft niemand aan. Dan wordt hij van achter aangevallen.
Jeff raakt bewusteloos. Hayley belt vervolgens Janelle (Odessa Rae), de ex-vriendin van Jeff, op wie hij heimelijk nog steeds verliefd is. Tijdens het telefoongesprek doet Hayley alsof ze van de politie is en vraagt ze of Janelle langs wil komen. Daarna lijkt het alsof ze Judy een e-mail met al Jeffs geheimen erin stuurt. Later blijkt dat ze de e-mail nooit heeft gestuurd en Haley weer blufte om Jeff bang te maken.
Jeff ontwaakt weer. Dit keer staat hij op een stoel met een touw om zijn nek. Hayley geeft hem de mogelijkheid vrijwillig te springen om zijn leven te beëindigen. Ze belooft hem dat dán niemand achter zijn geheimen zal komen. Jeff ontsnapt opnieuw en is nu vastbesloten Hayley te vermoorden. Hayley is inmiddels, met Jeffs pistool, naar het dak gerend. Hier overmeestert ze Jeff en geeft hem de keus: of hij pleegt ter plekke zelfmoord, of zij trekt haar kleren uit, rent naar de inmiddels gearriveerde Janelle en schreeuwt om hulp omdat ze verkracht wordt. Uiteindelijk maakt Jeff een einde aan zijn leven door met een strop om zijn nek van het dak te springen. Hayley belooft hem andermaal al zijn geheimen te bewaren. Net als hij springt, neemt ze de belofte terug.

## Trivia
- 'Hard Candy' staat in een op het internet gebruikt jargon voor een nog niet volwassen meisje.
- Actrice Page speelt een veertienjarig meisje, maar was ten tijde van het filmen van Hard Candy in realiteit achttien jaar oud.
- De opnames duurden achttien dagen.
- Actrice Sandra Oh speelde een jaar voor de opnames van Hard Candy met Page in de film Wilby Wonderful.